# هربرت ر. براون
هربرت ر. براون (بالإنجليزية: Herbert R. Brown)‏ هو محامي وقاضي أمريكي، ولد في 1931 في كولومبوس في الولايات المتحدة.